# Poffert
Poffert é uma receita típica de Groningen, nos Países Baixos. Em outras partes do país, a receita recebe o nome de ketelkoek.

## Origem
A receita é antiga, e no passado, era consumida quase que exclusivamente por camponeses. A receita é encontrada sob o nome povverd em registros da região de Groningen que datam do século XVIII. Historicamente, o poffert era consumido como prato principal e às vezes como sobremesa, geralmente no inverno, por ser uma receita pesada e servida quente.

### Jan in de zak
Uma massa idêntica à do poffert é utilizada na preparação do tradicional Jan in de zak, uma receita que era popular entre a elite neerlandesa durante o Século de Ouro; com o tempo, ela se tornou consumida principalmente pela população mais empobrecida.
Na preparação do Jan in de zak, em vez de ser colocada em uma forma e cozida em banho-maria ou assada, a massa é colocada em um tecido de queijo. Esse tecido é amarrado com um barbante para que se forme uma trouxa (em neerlandês, zak). Em seguida, a massa é fervida em água ou leite.

## Características
A massa do Poffert é feita de farinha de trigo ou de trigo sarraceno, fermento, passas, leite, ovos e um pouco de sal; às vezes, adiciona-se cidra ou outros frutos cítricos cristalizados.
O poffert é cozido em banho-maria em uma fôrma específica para a receita;  ele também pode ser assado no forno. Tradicionalmente, o poffert é consumido com manteiga derretida e xarope ou açúcar mascavo. Há também variações do poffert que utiilizam frutas picadas, como maçãs, e receitas de variantes salgadas, que podem utilizar bacon e legumes.